# Крашево (Тешањ)
Крашево је насељено мјесто у Босни и Херцеговини, у општини Тешањ, које административно припада Федерацији Босне и Херцеговине. Према попису становништва из 1991. у насељу је живјело 1.218 становника.

## Становништво
| Националност       | 1991.          | 1981.        | 1971.        |
| Муслимани          | 1.086 (89,16%) | 949 (79,54%) | 777 (85,47%) |
| Хрвати             | 58 (4,76%)     | 134 (11,23%) | 118 (12,98%) |
| Срби               | 6 (0,49%)      | 3 (0,25%)    | 0            |
| Југословени        | 61 (5,00%)     | 39 (3,26%)   | 1 (0,11%)    |
| остали и непознато | 7 (0,57%)      | 68 (5,69%)   | 13 (1,43%)   |
| Укупно             | 1.218          | 1.193        | 909          |